# BANG! BANG! 바캉스
BANG! BANG! 바캉스!(일본어: バン! バン! バカンス!)는 SMAP의 37번째 싱글이다. 2005년 7월 27일에 빅터 엔터테인먼트에서 발매되었다.

## 개요
- TV 아사히의 스포츠 중계 (슈퍼 베이스볼, 세계 수영 선수권대회 등)의 테마 송이다.
- SMAP의 전작 싱글의 〈freebird〉 4작품 연속 통산 15번째의 오리콘 싱글 차트 1위를 획득했다. 또한, 데뷔 이래 37작품 연속 TOP10에 랭크 인했다.
- 작사는 쿠도 칸쿠로, 작곡·편곡은 SMAP의 히트곡 〈SHAKE〉, 〈다이너마이트〉, 〈라이온 하트〉등의 곡의 쓴 코모리타 미노루이다.
- 2005년 7월 27일에 발매된 앨범 〈SAMPLE BANG!〉과 동시 발매되었다. 또한, 2012년 5월 현재, 앨범 미수록곡이다.

## 수록곡
1. BANG! BANG! 바캉스!(BANG! BANG! バカンス! )
  - 작사 : 쿠도 칸쿠로 / 작곡·편곡 : 코모리타 미노루
2. 상냥한 말(優しい言葉)
  - 작사·작곡·편곡 : Takacha
3. BANG! BANG! 바캉스! (back track)
4. 상냥한 말 (back track)

## 차트 최고 순위
- 주간 1위 (오리콘)
- 2005년 8월 월간 3위 (오리콘)
- 2005년 연간 14위 (오리콘)